# Jamunovandu Ngatjizeko
Jamunovandu Ngatjizeko (meist nur kurz Jamu genannt; * 28. Dezember 1984 in Omaruru, Südwestafrika) ist ein ehemaliger namibischer Fußballspieler. Er war von 2003 bis 2013 namibischer Nationalspieler.
Ngatjizeko wechselte 2002 vom Erstligaabsteiger Hotflames Windhoek zum amtierenden Meister Liverpool Okahandja. Nach einer Saison verließ er Liverpool wieder und wechselte zum Ligakonkurrenten Civics FC. 2007 ging er zu den African Stars, ehe Ngatjizeko bereits ein Jahr später nach Südafrika zu Jomo Cosmos ging. In der Saison 2017/11 spielte er wieder in Namibia, diesmal bei Blue Waters FC und ging zum Karriereende 2011 (bis 2015) zu den African Stars zurück.

## Erfolge
Mit den Civics gewann Ngatjizeko 2005, 2006 und 2007 die Namibia Premier League, 2006 wurde zudem der NFA-Cup gewonnen. Er war 2008 Fußballer des Jahres in Namibia und qualifizierte sich mit der Nationalmannschaft überraschend für die Afrikameisterschaft 2008 in Ghana.